# Holenberg
Holenberg là một đô thị trong huyện Holzminden, bang Niedersachsen, Đức. Đô thị Holenberg có diện tích 7,36 km², dân số thời điểm ngày 31 tháng 12 năm 2006 là 490 người.